# Klaus-Dieter Wachlin
Klaus-Dieter Wachlin (* 18. Januar 1959) war Fußballspieler in der DDR-Oberliga. In der höchsten Spielklasse des DDR-Fußball-Verbandes spielte er für den FC Hansa Rostock. Er ist zweifacher DDR-Junioren-Nationalspieler.

## Sportlicher Werdegang
Wachlin spielte ab 1975 in der Juniorenmannschaft des FC Hansa Rostock. Im Oktober 1976 bestritt er mit der DDR-Junioren-Nationalmannschaft zwei Länderspiele: DDR – Polen (1:0) und DDR – Bulgarien (1:0) jeweils als Mittelstürmer. Zu dieser Zeit hatte er aber auch bereits seine ersten Spiele für Hansa Rostock in der Nachwuchsoberliga absolviert. Während der Saison 1976/77 kam er in der Nachwuchsmannschaft 20-mal zum Einsatz, spielte in der Regel auch hier Mittelstürmer und erzielte vier Tore. Gegen Ende der Saison probierte Trainer Helmut Hergesell Wachlin auch in der Oberliga aus. Am 23., 25. und 26. Spieltag wurde er als rechter Stürmer eingesetzt. Sein erstes Oberligaspiel war die Begegnung  FC Hansa Rostock – FC Rot-Weiß Erfurt (2:0) am 30. April 1977. Da die 1. Mannschaft des FC Hansa nach dieser Saison in die DDR-Liga abstieg, musste auch die Nachwuchsmannschaft die Nachwuchsoberliga verlassen und als Hansa II in der drittklassigen Bezirksliga Rostock weiterspielen. In den Zweitligaspielen der Saison 1977/78 kam Wachlin nicht zum Einsatz, und nach dem sofortigen Wiederaufstieg wurde er erneut für die wiederbelebte Nachwuchsmannschaft nominiert. Dort war er auch bis Anfang 1979 als Mittelstürmer mit 14 Einsätzen Stammspieler. Während der Rückrunde rückte er zum Ersatzspieler für die Oberligamannschaft auf und bestritt zwischen dem 18. und 24. Spieltag weitere sechs Oberligaspiele, darunter aber nur eine 90-Minuten-Partie als rechter Stürmer. 1979/80 musste Hansa erneut als Absteiger in der DDR-Liga spielen, Wachlin gehörte wieder zum Aufgebot des Bezirksligisten Hansa II. Für die 1. Mannschaft bestritt Wachlin nur ein einziges Punktspiel am 4. Spieltag; sein nun insgesamt 10. Pflichtspieleinsatz für die 1. Herrenmannschaft der Kogge. Zur Spielzeit 1980/81 gehörte Wachlin weder zum Aufgebot der 1. noch der Nachwuchs-Mannschaft und tauchte auch danach nicht mehr im höherklassigen Fußball auf. Zwischen 1988 und 1992 war er Spieler des FSV Bentwisch in der Bezirksklasse Rostock (7. Liga).